# Rabun
Rabun (arab. رعبون) – wieś w Syrii, w muhafazie Hama. W 2004 roku liczyła 387 mieszkańców.